# Lummelunda
Lummelunda is een plaats in de gemeente, landschap en eiland Gotland en de provincie Gotlands län in Zweden. De plaats heeft 110 inwoners (2005) en een oppervlakte van 20 hectare.
Bij de plaats liggen de Lummelundagrotten.

## Verkeer en vervoer
Bij de plaats loopt de Länsväg 149.